# Kaapverdische reuzenskink
De Kaapverdische reuzenskink (Chioninia coctei) is een uitgestorven hagedis uit de familie skinken (Scincidae).

## Naam en indeling
De wetenschappelijke naam van de soort werd voor het eerst voorgesteld door André Marie Constant Duméril en Gabriel Bibron in 1839. Oorspronkelijk werd de naam Gongylus (Euprepes) coctei gebruikt. De skink werd lange tijd -tot 2010- tot het niet meer erkende geslacht Macroscincus gerekend en onder deze naam wordt de soort in veel literatuur vermeld.

## Uiterlijke kenmerken
De Kaapverdische reuzenskink kon een totale lichaamslengte bereiken tot ongeveer vijftig centimeter inclusief de staart. De staart was ongeveer even lang als het lichaam. De lichaamskleur was grijs met lichtere vlekken, de buikzijde was lichter van kleur.
De hagedis was niet alleen relatief lang maar had tevens een zeer plomp lichaam. De poten waren krachtig en de vingers en tenen droegen duidelijke klauwen. De schubben waren klein en gekield, er waren meer dan honderd lengterijen schubben gelegen op het midden van het lichaam. De schubben waren relatief licht bepantserd door de kleine beenplaatjes in vergelijking met andere skinken.
De oogleden waren beweeglijk, in het onderste ooglid was een doorzichtig venster aanwezig zodat de hagedis met gesloten ogen toch kon zien. De kiezen van de Kaapverdische reuzenskink hebben een gekarteld oppervlak.

## Levenswijze
De hagedis leefde van zaden van planten uit het geslacht kaasjeskruid (Malva) en waarschijnlijk stonden daarnaast eieren van vogels op het menu. Vermoed wordt dat de hagedis zich overdag schuil hield en alleen 's nachts actief was.
De vrouwtjes waren eierlevendbarend en brachten volledig ontwikkelde jongen ter wereld.

## Verspreiding en habitat
De skink kwam endemisch op Kaapverdië, en had een zeer klein verspreidingsgebied. De soort is alleen bekend van de twee kleine eilanden Branco en Razo. Deze eilanden zijn rotsachtig en onbewoond door de mens, wel komen er vogels voor. Daarnaast zijn er vele dieren geïntroduceerd zoals huiskatten, die de hagedis geen goed hebben gedaan.

## Beschermingsstatus
De Kaapverdische reuzenskink is niet meer waargenomen in het wild sinds 1912. In 2005 werd een kaakfragment van een juveniel aangetroffen in de ontlasting van een kat. Ondanks intensieve zoektochten naar deze soort zijn er geen waarnemingen meer gedaan, het dier wordt beschouwd als hoogstwaarschijnlijk uitgestorven. Er zijn geen ex-situ populaties bekend.
De internationale natuurbeschermingsorganisatie IUCN heeft daarom de beschermingsstatus uitgestorven (Extinct of EX) toegewezen.